# 3772 Piaf
3772 Piaf è un asteroide della fascia principale del diametro medio di circa 25,93 km. Scoperto nel 1982, presenta un'orbita caratterizzata da un semiasse maggiore pari a 3,0217215 UA e da un'eccentricità di 0,0645868, inclinata di 11,02666° rispetto all'eclittica.
Il suo nome è in omaggio alla cantante francese Édith Piaf.